# جارد بوتير كيرتلاند
جارد بوتير كيرتلاند هو أستاذ جامعي وطبيب وعالم حشرات وعالم حيوانات وسياسي أمريكي، ولد في 10 نوفمبر 1793 في والينغفورد ‏ في الولايات المتحدة، وتوفي في 10 ديسمبر 1877 في كليفلاند في الولايات المتحدة. انتخب عضو مجلس نواب أوهايو ‏.